# 1995年卡塔尔政变
1995年卡塔尔政变是一次不流血的宫廷政变，发生于1995年6月27日。时任王储兼国防大臣哈迈德·本·哈利法·阿勒萨尼在其他王室成员的支持下，在其父哈利法·本·哈迈德·阿勒萨尼于瑞士日内瓦访问时，发动政变夺取卡塔尔全国政权。

## 背景

### 经济衰弱
1988年，随着石油价格的下跌，卡塔尔钢铁公司和卡塔尔石油公司陷入亏损。20世纪90年代，由于石油价格的下跌和经济政策不当，卡塔尔的政府支出严重紧缩。1994－1995年，作为卡塔尔主要经济推动力的政府支出下降了至少19%。

### 政治改革呼声高涨
当时的卡塔尔协商会议成员均由埃米尔任命产生，作用十分有限。1991年，54位卡塔尔知名人物请愿，要求建立“真正的立法机构”、改进医疗和教育系统。

## 过程
1995年6月27日，时任埃米尔兼首相哈利法·本·哈迈德·阿勒萨尼正在瑞士日内瓦访问。在明确得到其他王室成员和许多派系的支持后，哈迈德·本·哈利法·阿勒萨尼于凌晨发动政变。据当地传言，哈迈德·本·哈利法·阿勒萨尼夺取权力后，打电话通知了他的父亲，而其父挂断了电话。
政变数小时后，新任埃米尔哈迈德·本·哈利法·阿勒萨尼发表电视讲话，他声称：“我并不乐意看到现在的状况，但我必须这样做。”哈迈德·本·哈利法·阿勒萨尼在紧急内阁会议上说，他的行动是由“当前国家局势”决定的。

## 后续
政变发生后，遭废黜的埃米尔哈利法·本·哈邁德·阿勒薩尼称，他的儿子是一个“无知的人”，并宣称他仍然是卡塔尔的合法统治者。
1996年2月，前任财政部长哈马德·本·贾西姆·本·哈马德·阿勒萨尼领导发动了一场反政变，企图夺回政权，但最终失败。沙特阿拉伯、阿拉伯联合酋长国、巴林和埃及等卡塔尔原先的盟友国家均与这次反政变有关。 
2004年，哈利法·本·哈迈德·阿勒萨尼与其子和解并回国。

## 影响

### 政治改革
此次政变后，哈迈德·本·哈利法·阿勒萨尼上台执政，并积极推行内政、外交改革，被称为“卡塔尔改革的先行者”、“面向21世纪的埃米尔”。
1999年，卡塔尔推出市政选举，并赋予女性选举权。2003年，卡塔尔举行制宪公投，产生该国第一部宪法，规定议会多数议席通过直接选举产生。2021年，卡塔尔举行首次立法选举，选出该国协商会议中三分之二的议员。

### 外交关系变化
1995年政变后，卡塔尔发展巩固与美国的盟友关系，并与土耳其等国结盟。